# Айаки
Айаки (англ. Aiaki) — деревня в Кирибати.

## Описание
Айаки расположена на атолле Онотоа в архипелаге Острова Гилберта, в юго-восточной части страны, в 117 км к юго-востоку от столицы Южной Таравы. Ближайшее крупное поселение город Отоваэ находится в 4 км к северо-западу, а на стороне лагуны Риффсаума есть дорога, соединяющая деревню с Табуарораэ. Деревня Темао, расположена в 9,9 км к северо-западу.
Деревня Айаки расположена на высоте 8 метров над уровнем моря. Рельеф вокруг Айаки плоский. Самая высокая точка поблизости находится на высоте 17 метров над уровнем моря, в 1,7 км к северу от Айаки.
Среднегодовая температура в окрестностях составляет 25  °С . Самый теплый месяц — январь, когда средняя температура 26°С, а самый холодный — март, когда 24°С. Среднегодовое количество осадков составляет 1133 миллиметра. Самый влажный месяц — июнь, в среднем выпадает 205 мм осадков , а самый сухой — ноябрь, выпадает 15 мм осадков.
Климат тропический жаркий, но смягчается постоянно дующими ветрами. Как и в других местах на юге островов Гилберта, на Аяки время от времени обрушиваются циклоны.
Население деревни выросло с 202 (2010 год) 227 жителей в 2015 году. 
20 марта 2014 года в здании Протестантской церкви Кирибати в Айаки прошёл семинар по вопросам биобезопасности в регионе.